# Pinnaspis frontalis
Pinnaspis frontalis är en insektsart som beskrevs av Sadao Takagi 1970. Pinnaspis frontalis ingår i släktet Pinnaspis och familjen pansarsköldlöss.
Artens utbredningsområde är Taiwan. Inga underarter finns listade i Catalogue of Life.